# Sumanda
Sumanda is een bestuurslaag in het regentschap Tanggamus van de provincie Lampung, Indonesië. Sumanda telt 1945 inwoners (volkstelling 2010).